# Sport Club de La Plana
L'Sport Club de La Plana fou un club de futbol de la ciutat de Castelló de la Plana.
El 29 de gener de 1933 es produïren incidents greus al camp del Sequiol en el partit CE Castelló 0 - Oviedo FC 2. L'àrbitre del parit fou agredit i el camp fou clausurat durant tres mesos. La Federació determinà que el Castelló havia de jugar els seus partits a l'exili al camp de Mestalla de València, però el Castelló no ho acceptà i no es presentà als darrers partits de la temporada. A més, el club no va poder pagar uns deutes que havia contret i finalment les federacions espanyola i valenciana expulsaren el club.
El 26 d'agost de 1933 es fundà un nou club, L'Sport Club de La Plana, que adoptà els colors i l'estadi del Castelló. El nou club es proclamà campió de la Primera B valenciana la temporada 1933-34 i en la promoció ascendí a Primera A. La següent temporada, la 1934-35, la Federació Espanyola amplià la Segona Divisió a tres grups i l'Sport La Plana es classificà per jugar aquesta nova segona categoria, acabant a final de temporada en darrera posició. El club entrà en una dinàmica molt negativa, últim al campionat regional 1935-36 i amb poca assistència al camp, fet que provocà la seva desaparició el maig de 1936.